# Stellidia tenebrosa
Stellidia tenebrosa är en fjärilsart som beskrevs av Walker 1865. Stellidia tenebrosa ingår i släktet Stellidia och familjen nattflyn. Inga underarter finns listade i Catalogue of Life.